# Campylospermum letouzeyi
Campylospermum letouzeyi är en tvåhjärtbladig växtart som beskrevs av Farron. Campylospermum letouzeyi ingår i släktet Campylospermum och familjen Ochnaceae. Inga underarter finns listade i Catalogue of Life.